# Jutta Rantala
Jutta Kaarina Rebekka Rantala (nacida el 10 de noviembre de 1999) es una futbolista finlandesa que juega como delantera del Leicester City WFC en la Women's Super League y de la selección nacional de Finlandia.

## Carrera
Rantala debutó en la primera división femenina finlandesa, Kansallinen Liiga, a la edad de 14 años. En 2019, fue la máxima goleadora de la liga con 22 goles y fue nominada como Jugadora del Año. En diciembre de 2019, Rantala fue fichado por el Kristianstads DFF sueco.
En diciembre de 2021, Rantala se unió a Vittsjö GIK.
En agosto de 2023, Rantala se unió al Leicester City WFC en la Women's Super League.
| Año       | Club               | Apariciones | Goles |
| --------- | ------------------ | ----------- | ----- |
| –2013     | Euran Pallo        |             |       |
| 2014      | NiceFutis          |             |       |
| 2014–2015 | NiceFutis          | 31          | 10    |
| 2016–2017 | TPS                | 44          | 26    |
| 2018      | FC Honka           | 12          | 6     |
| 2019      | HJK                | 22          | 22    |
| 2020–2021 | Kristianstads DFF  | 43          | 9     |
| 2022–2023 | Vittsjö GIK        | 43          | 19    |
| 2023–     | Leicester City WFC | 19          | 6     |

Apariciones y goles en la liga nacional del club, actualizados al 22 de abril de 2024.

## Carrera internacional
Rantala hizo su primera aparición en la selección nacional absoluta en la Copa de Chipre 2020 contra Croacia.
| Año   | Categoría | Apariciones | Goles |
| ----- | --------- | ----------- | ----- |
| 2020– | Absoluta  | 25          | 8     |

Partidos internacionales y goles de selecciones nacionales, actualizados al 9 de abril de 2024.

### Goles internacionales
| Nro. | Fecha                    | Lugar                                                 | Rival      | Marcador | Resultado | Competición                               |
| ---- | ------------------------ | ----------------------------------------------------- | ---------- | -------- | --------- | ----------------------------------------- |
| 1    | 8 de marzo de 2020       | AEK Arena, Lárnaca, Chipre                            | Croacia    | 1-0      | 2-3       | Copa de Chipre 2020                       |
| 2    | 16 de febrero de 2023    | Estadio GSZ, Lárnaca, Chipre                          | Croacia    | 4-0      | 4-1       | Copa de Chipre 2023                       |
| 3    | 22 de febrero de 2023    | AEK Arena, Lárnaca, Chipre                            | Rumania    | 1-0      | 4-0       | Copa de Chipre 2023                       |
| 4    | 10 de abril del 023      | NTC Senec, Senec, Eslovaquia                          | Eslovaquia | 2-0      | 2-0       | Partido amistoso                          |
| 5    | 14 de julio de 2023      | Laugardalsvöllur, Reikiavik, Islandia                 | Islandia   | 2-0      | 2-1       | Partido amistoso                          |
| 6    | 22 de septiembre de 2023 | Veritas Stadion, Turku, Finlandia                     | Eslovaquia | 2-0      | 4-0       | Liga de Naciones Femenina UEFA 2023-24    |
| 7    | 24 de febrero de 2024    | Pinatar Club de Fútbol, San Pedro del Pinatar, España | Eslovenia  | 1-0      | 1-0       | Pinatar Cup 2024                          |
| 8    | 9 de abril de 2024       | Bolt Arena, Helsinki, Finlandia                       | Italia     | 1-1      | 2-1       | Clasificación Eurocopa Femenina UEFA 2025 |

### Logos
- Kansallinen Liiga: 2019
- Copa femenina de Finlandia: 2019